# Samwell Tarly
Samwell «Sam» Tarly es un personaje en la saga de literatura fantástica Canción de hielo y fuego. Aparece por primera vez en el primer libro, Juego de tronos, como un personaje secundario, cobrando más protagonismo al ritmo que la historia avanza. Es el hijo mayor de Lord Randyll Tarly y anteriormente fue el heredero de la Casa Tarly y de la fortaleza de Colina Cuerno. Al unirse a la Guardia de la Noche pasa a ser mayordomo.

## Apariencia y carácter
Samwell es un joven obeso, torpe y, según él, no tiene muy buena visión. Tiene ojos claros y el cabello oscuro.
Sam es descrito como un joven de carácter inseguro, tímido, cobarde e incapaz de realizar cualquier actividad física; sin embargo, tiene un corazón amable y comprensivo y es inteligente y reflexivo, razones por las cuales el maestre Aemon lo toma cómo su mayordomo personal.

## Historia
Como hijo mayor de Lord Randyll Tarly y de Lady Melessa Florent, Samwell nació en una familia de noble linaje, y desde que tenía uso de razón fue instruido para convertirse en un digno heredero de la Casa Tarly. Sin embargo, pronto su padre quedó decepcionado con el joven Sam al ver que este no poseía ninguna de las virtudes que él creía que eran necesarias para un buen heredero; Sam era gentil, pacífico, tímido y débil de carácter, incluso físicamente era obeso y nada talentoso para las armas. Sam era aficionado a la música, la danza y la lectura, actividades que su padre consideraba que eran poco varoniles, y aunque intentó endurecerlo llevándolo de cacería, mediante castigos e incluso utilizando la magia de dos hechiceros de Qarth, Sam no cambió su forma de ser.
Pese a todo, Lord Tarly tuvo un segundo hijo varón con su esposa, Dickon. Desde ese momento, Samwell fue relegado a un segundo plano y su padre dedicó todas sus atenciones al nuevo retoño al que pretendía convertir en el auténtico heredero de Colina Cuerno. Sam pudo entonces disfrutar de sus actividades sin las quejas de su padre. Cierto día, sabiendo que Sam sería el heredero al ser el primogénito, Lord Randyll amenazó con matarlo si no se unía a la Guardia de la Noche, de esa forma dejaría el camino libre a su hermano pequeño para ser el nuevo heredero.

### Juego de tronos
Nada más llegar a la Guardia de la Noche, Sam tiene que aguantar los insultos y bromas de sus compañeros de armas que se burlan de él por su obesidad y su torpeza con las armas; su instructor, Ser Alliser Thorne, le apoda «Ser Cerdi». El único compañero con el que traba amistad y le ayuda con aquellos que se burlan de él es Jon Nieve, quien se convertirá en su compañero inseparable.
Debido a que Sam es totalmente incapaz de luchar y para no tener que seguir soportando la actitud abusiva de algunos de sus compañeros, incluido Ser Alliser, Jon consigue que Sam se convierta en el mayordomo personal del maestre Aemon. Jon y Sam juran como miembros de la Guardia de la Noche ante los Antiguos Dioses, pese a que Sam nació y se crio en la Fe de los Siete.
Cuando Jon huye del Muro tras enterarse de la muerte de su padre y que Robb Stark ha marchado al sur, Sam forma parte de la partida que se encarga de ir a buscarlo y devolverlo al Muro. Posteriormente forma parte de la Gran Expedición liderada por el Lord Comandante Mormont, debido a que el maestre Aemon ya está muy mayor para formar parte de ella, y Sam se debe de encargar de cuidar de los cuervos.

### Choque de reyes
Sam tiene graves problemas debido al frío y el cansancio y admite no estar preparado para formar parte de la expedición. El grupo atraviesa varias aldeas más allá del Muro hasta llegar al Torreón de Craster, un asentamiento dirigido por un salvaje llamado Craster y "amigo" de la Guardia de la Noche. Allí, Sam conoce y traba amistad con Elí, una de las hijas de Craster y que está embarazada. Sam descubre que Craster ofrece como sacrificio a Los Otros a los hijos varones, casándose con sus hijas y teniendo más hijas con ellas.

### Tormenta de espadas
Sam participa en la Batalla del Puño de los Primeros Hombres, donde los hombres de la Guardia son atacados por Los Otros. Sam es uno de los supervivientes y todos tienen que regresar en una dura marcha de vuelta al Torreón de Craster. Durante la marcha, Sam queda rezagado y junto a otros dos compañeros es atacado por un Otro, pero Sam logra acabar con él con un puñal de vidriagón que habían encontrado enterrado junto a la capa de un miembro de la Guardia. A partir de entonces, Sam es apodado «Sam el Mortífero» por sus hermanos de armas.
El grupo llega de vuelta al Torreón de Craster donde Elí da a luz a un hijo varón. Poco después estalla un motín entre los miembros de la Guardia, ya que piensan que Craster está ocultando comida, en dicho motín Craster es asesinado, y aunque el Lord Comandante Mormont trata de contenerlo, es apuñalado por la espalda por uno de los amotinados, muriendo en los brazos de Samwell.
Sam y Elí escapan con el hijo recién nacido de ésta, refugiándose en una aldea abandonada. Allí son atacados por un Otro, Sam le ataca con un punzón de obsidiana pero el espectro no sufre ningún daño, aunque finalmente Sam logra quemarlo con los restos de la hoguera que habían encendido. Después son de nuevo atacados por un grupo de Otros, pero estos son espantados por una enorme bandada de cuervos que surge de un arciano cercano. Entonces, un extraño sujeto llamado Manosfrías les salva y los lleva hasta el Fuerte de la Noche, pidiéndoles que más allá hay un grupo de jóvenes a los que deben ayudar. Estos resultan ser Bran Stark y su grupo, a los que Sam ayuda a llegar al otro lado del Muro, aunque Bran le pide no decirle nada a Jon sobre que están vivos, Sam acepta a regañadientes.
Sam y Elí llegan al Castillo Negro justo tras la batalla contra los salvajes de Mance Rayder. Debido a que el Lord Comandante había muerto, se estaba votando escoger al próximo comandante, llevando ventaja Janos Slynt. Para evitar que este saliera elegido, Sam logra convencer a dos de los otros candidatos que más votos llevaban para que apoyaran a Jon, saliendo Jon elegido como nuevo Lord Comandante de la Guardia de la Noche.

### Festín de cuervos
Ahora como Lord Comandante, Jon le ordena a Samwell partir hacia la ciudad de Antigua para estudiar para ser el nuevo maestre del Castillo Negro. Junto a Sam parten otro miembro de la Guardia, el maestre Aemon y Elí con su bebé. La intención de Jon era alejar a todos aquellos que tuvieran sangre real de las garras de Melisandre.
El grupo de Sam hace una breve parada en la ciudad de Braavos, donde se empieza a notar que el maestre Aemon está perdiendo la cordura debido a su avanzada edad. En Braavos, el otro miembro de la Guardia que debía hablar a los maestres de La Ciudadela sobre las penalidades que sufre la Guardia, deserta, pese a la oposición de Sam.
El grupo consigue pasajes para un barco llamado Viento Canela a cambio de casi todas sus pertenencias. A bordo, el maestre Aemon fallece a causa de la edad y Sam conserva su cuerpo en un barril de licor para darle unos funerales apropiados. También, Sam se convierte en amante de Elí lo que hace que le cause una gran culpa al haber roto sus votos. Tras una larga travesía, finalmente llegan a Antigua, donde Sam le pide a Elí que viaje hacia Colina Cuerno, el hogar ancestral de su familia, diciendo que el bebé es su hijo bastardo y ella su amante, de ese modo podrán llevar una vida apacible.
Sam llega a La Ciudadela donde presenta su informe ante los archimaestres. Estos, asombrados por las historias que cuenta Sam y la muerte del maestre Aemon, le ordenan que estudie para maestre y regrese al Muro cuanto antes.

## Adaptación televisiva

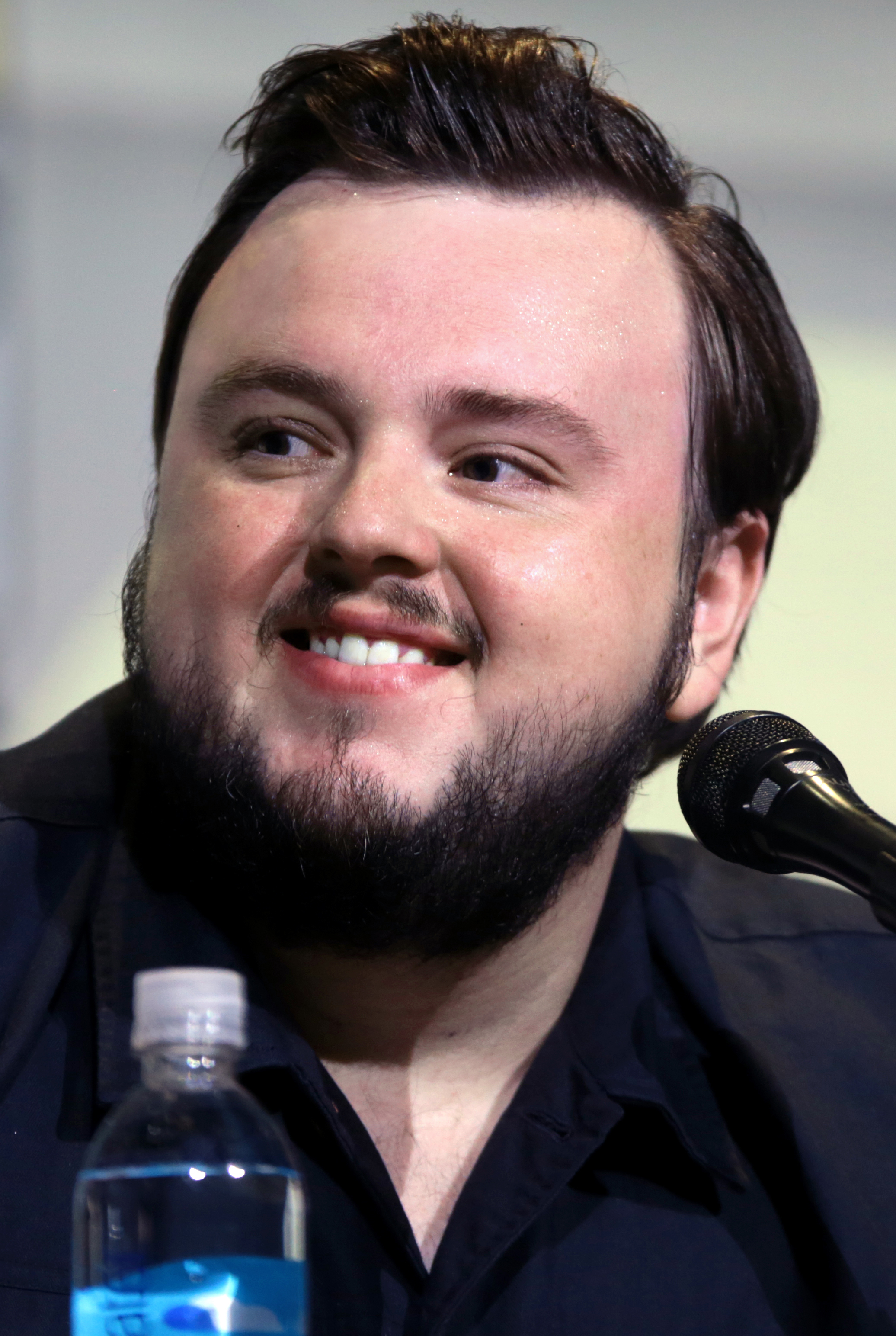
John
Bradley-West interpreta a Sam.

El actor John Bradley-West interpreta a Samwell desde la primera temporada hasta la actualidad.
- Datos: Q11703515